# Casa de los Sexmeros de la Tierra

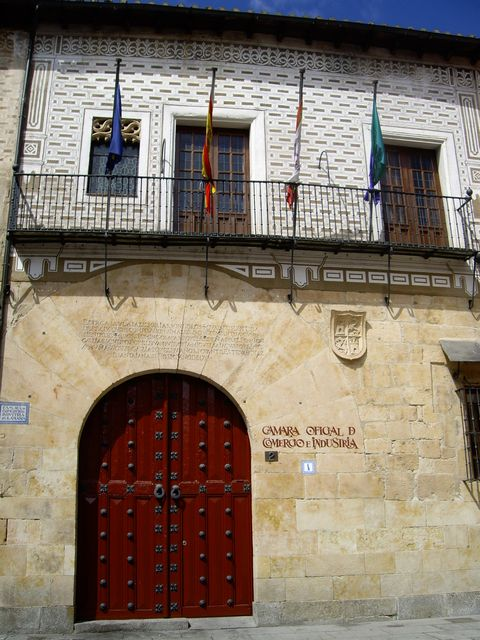
Fachada de la Casa de los Sexmeros.

La Casa de los Sexmeros de la Tierra es un edificio de Salamanca que da nombre a la plaza de los Sexmeros, en la que se encuentra. Se sitúa frente la Iglesia de San Julián. La casa fue construida en 1513. Fue comprada en 1713 por la institución de los Sexmeros, que eran los cuatro ediles encargados del sexmo, la sexta parte del cereal custodiado por el ayuntamiento.
Las principales características del edificio son la fachada con sus balcones, y la puerta con dovelas de gran tamaño, y sobre todo su patio interior.
En la actualidad es la Sede de la Cámara Oficial de Comercio e Industria de Salamanca, que la compró en 1917 por 18.000 pesetas.
Las reformas más destacadas llevadas a cabo en la fachada para su actual uso se centran en una pequeña ventana a la derecha, debajo de la ya existente, y otra con tracería gótica, aparte del revoco con esgrafiado de la planta alta. Se dignificó el exterior tal cual hoy lo vemos, salvándose por su buena calidad el cuerpo bajo, único que queda de la primitiva mansión principal de los Rodríguez de Villafuerte de San Julián, a la que se añadió el balcón. La restauración de escudos efectuada por B. Pérez confirma la reutilización de los dos de la fachada. La unión de dos casas en la actual zona de sala de reuniones y Comité Ejecutivo, explica la diferencia de nivel de forjados con el resto de la edificación, resueltas con la inevitables escaleras. 
El patio era similar al actual. El zaguán, de similares caracteres a los de casas parecidas, es posible que se conserve prácticamente en su integridad. Frente a la portadita plateresca del zaguán, vemos un escudo del vizconde de Hormaza procedente de derribos del tiempo, porque don Francisco Téllez y el señor Pérez Cardenal solicitaron para la obra cuantas piezas se hallaban bajo custodia municipal o eran desechadas en derribos. Finalizadas las obras de restauración y adaptación de la casa por las necesidades de la Cámara, se inauguró solemnemente el 30 de mayo de 1918.